# 毛算盘竹
毛算盘竹（学名：IIndosasa glabrata var. albohispidula）为禾本科大节竹属下的一个变种。

## 扩展阅读
- 維基物種上的相關：毛算盘竹